# Clavariadelphaceae
Clavariadelphaceae è una famiglia di funghi basidiomiceti appartenente all'ordine Gomphales.
Fu descritta per la prima volta dal botanico britannico E.J.H. Corner nel 1970.
La famiglia include 2 generi e 26 specie.